# Adil Najam
Adil Najam (nacido en Rawalpindi) es un académico paquistaní, presidente del Fondo Mundial para la Naturaleza.  

## Biografía
Desde julio de 2023, Adil Najam es presidente de WWF Internacional.  En 2022, Adil Najam renunció después de ocho años como decano fundador de la Escuela de Estudios Globales Frederick S. Pardee de la Universidad de Boston. La Universidad le otorgó el título de Decano Emérito y estableció el Premio y Beca Adil Najam para el Avance de la Comprensión Pública de los Asuntos Globales. 
En 2011, Najam regresó a Pakistán para dirigir la Universidad de Ciencias de la Gestión de Lahore (LUMS) como vicerrector . Durante su permanencia en LUMS, supervisó el lanzamiento de un programa de ayuda financiera para estudiantes y atrajo donaciones la expansión de la universidad.   Enfrentó críticas por no intervenir ante el despido de Pervez Hoodbhoy por parte de la Facultad de Ciencias e Ingeniería de la universidad.  Najam dejó LUMS en junio de 2013,  y regresó a la Universidad de Boston . Un año más tarde fue nombrado primer decano de la Escuela Pardee .    
En 2008, el Presidente de Pakistán le otorgó el premio Sitara-i-Imtiaz,  y en 2023, el Gobierno de Pakistán le otorgó el Hilal-i-Imtiaz .  En 2009, fue nombrado miembro del Comité de Políticas de Desarrollo por el Secretario General de las Naciones Unidas.   Es miembro del Instituto Internacional para el Desarrollo Sostenible . También a sidoo presidente de las juntas directivas de la Red del Asia Meridional para el Desarrollo y la Economía Ambiental (SANDEE), de LEAD-Pakistán y del Instituto Luc Hoffmann.    Fue fideicomisario de la junta internacional del Fondo Mundial para la Naturaleza y de la junta directiva de The Asia Foundation .   Recibió un doctorado honorario de la Universidad de Tecnología de la Información (UIT) en Lahore en 2017, por sus contribuciones en ciencia, cambio climático y desarrollo sostenible. 

## Publicaciones

### Trabajo académico
Promueve la idea de vivir en la "Era de la Adaptación" y considera el agua tan importante para la adaptación al cambio climático como lo fue el carbono para la mitigación. 
Najam fue autor principal del tercer y cuarto informe del Grupo Intergubernamental de Expertos sobre el Cambio Climático (IPCC). El IPCC recibió el Premio Nobel de la Paz en 2007 por sus contribuciones a la comprensión del cambio climático global.  
Los libros en los que ha participado incluyen: "Cómo los inmigrantes impactan sus países de origen" (2013), "El futuro de las relaciones económicas Sur-Sur" (2012), "Visualizando una agenda de desarrollo sostenible para el comercio y el medio ambiente" (2007), "Retrato de una comunidad generosa" (2007), "Medio ambiente, desarrollo y seguridad humana" (2003) y "Emprendimiento cívico" (2002). 
Fue el autor principal del Informe Nacional sobre Desarrollo Humano de Pakistán de 2018,  sobre la juventud e incluyó una clasificación integral distrito por distrito en un Índice de Desarrollo Humano nacional para Pakistán . El informe fue tema de discusión durante la campaña electoral de las elecciones generales de Pakistán de 2018. 

### Medios de comunicación
Al principio de su carrera, Najam trabajó como periodista para varios periódicos y revistas en Pakistán. Ha colaborado con periódicos de Pakistán y con la prensa internacional.     En 2007, Najam lanzó el blog "All Things Pakistan ( Pakistaniat )", que ganó el premio Brass Crescent al mejor blog del sur de Asia en 2010 y el mejor blog de actualidad en los Pakistan Blog Awards 2010. 

## Premios y reconocimientos
| Año  | Título                        | Otorgado por                                 | Árbitro. |
| ---- | ----------------------------- | -------------------------------------------- | -------- |
| 2023 | Media Luna de Excelencia      | Presidente de Pakistán                       | [ 33 ]   |
| 2004 | Premio a la enseñanza Paddock | Escuela de Derecho y Diplomacia Fletcher     | [ 24 ]   |
| 2008 | Estrella de la Excelencia     | Presidente de Pakistán                       | [ 34 ]   |
| 1997 | Medalla Goodwin               | Instituto Tecnológico de Massachusetts (MIT) | [ 35 ]   |